# Tweede Thais-Laotiaanse Vriendschapsbrug
De Tweede Thais-Laotiaanse Vriendschapsbrug is een brug over de rivier Mekong tussen Thailand bij de stad Mukdahan en de Laotiaanse stad Kaysone Phomvihane. De brug heeft een lengte van 1.600 meter en is 12 meter breed waar twee rijstroken overheen lopen.

## Geschiedenis
De brug is geopend als tweede brug over de rivier na de Eerste Thais-Laotiaanse Vriendschapsbrug. De pylonen en overspanningen zijn op de wal gefabriceerd en toen vervolgens met een kraan in de rivier geplaatst. De totale kosten bedroegen 2,5 miljard Thaise baht (circa 66 miljoen euro), grotendeels gefinancierd door een Japanse investering.
De openingsceremonie van de brug was op 19 december 2006, waarbij de brug door de Thaise prinses Chakri Sirindhorn is geopend. Voor normale gebruikers was de brug echter pas beschikbaar vanaf 9 januari 2007.

## Verkeer
Verkeer op de brug rijdt aan de rechterkant van de weg, zoals ook in de rest van Laos. In Thailand wordt echter links gereden waardoor er een speciaal kruispunt ligt aan de Thaise zijde van de brug. Over de brug loopt de Aziatische weg 64 (AH64).